# Santinezia circumlineata
Santinezia circumlineata is een hooiwagen uit de familie Cranaidae.